# 스타워즈 (1983년 비디오 게임)
《스타워즈》(Star Wars)는 아타리 주식회사가 발매한 1983년 레일 슈팅 아케이드 게임이다. 마이크 헐리가 개발했으며 벡터 그래픽스를 사용했다.
1977년 영화 《스타워즈》의 데스 스타 전투장면에 기반했으며 타이 파이터와의 우주격전, 데스 스타 표면을 탄 비행과 최후의 굴곡장면으로 구성됐다. 음성 합성을 이용해 영화 내 대사를 닮은 목소리를 추가했다.
아케이드 비디오 게임의 황금기에 출시된 작품으로 당시 여러 역대 최고 게임 목록에 선정됐다. 가정용 이식판은 파커 브라더스, 도마크와 브로드번드가 배급했다. 1985년에 후속작 《스타워즈: 제국의 역습》이 발매됐다.

## 개발
개발은 1981년 《워프 스피드》라는 제목으로 시작했다. 1980년 벡터 그래픽스 게임 《배틀존》를 기획한 에드 롯버그가 본래 감독했다. 1981년 10월에 롯버그가 아타리를 퇴사한 후 아타리가 루카스필름과 계약하면서 최종형태로 완성됐다.